# Politbarometer
Politbarometer je raziskava javnega mnenja Centra za raziskovanje javnega mnenja in množičnih komunikacij, ki deluje v okviru Fakultete za družbene vede. Od začetka (od januarja 1995) do decembra 2005 je raziskavo financirala Vlada RS. Januarja 2006 je vlada financiranje raziskave prekinila, zato so izsledki na voljo manj pogosto.
Anketiranje poteka telefonsko, na vzorcu približno 1000 respodentov.